# Carl Friedrich Philipp von Martius
Pour les articles homonymes, voir Martius.
Carl Friedrich Philipp von Martius est un botaniste, ethnographe et explorateur allemand, né le 17 avril 1794 à Erlangen et mort le 13 décembre 1868  à Munich.

## Biographie
Von Martius est le fils d'Ernst Wilhelm Martius (1756–1849), premier professeur de pharmacie de l'université d'Erlangen.
Il obtient le titre de docteur en médecine à l'université d'Erlangen en 1814. Sa thèse est le catalogue critique des plantes du jardin botanique de l'université. Après cela, il se consacre entièrement à la botanique.

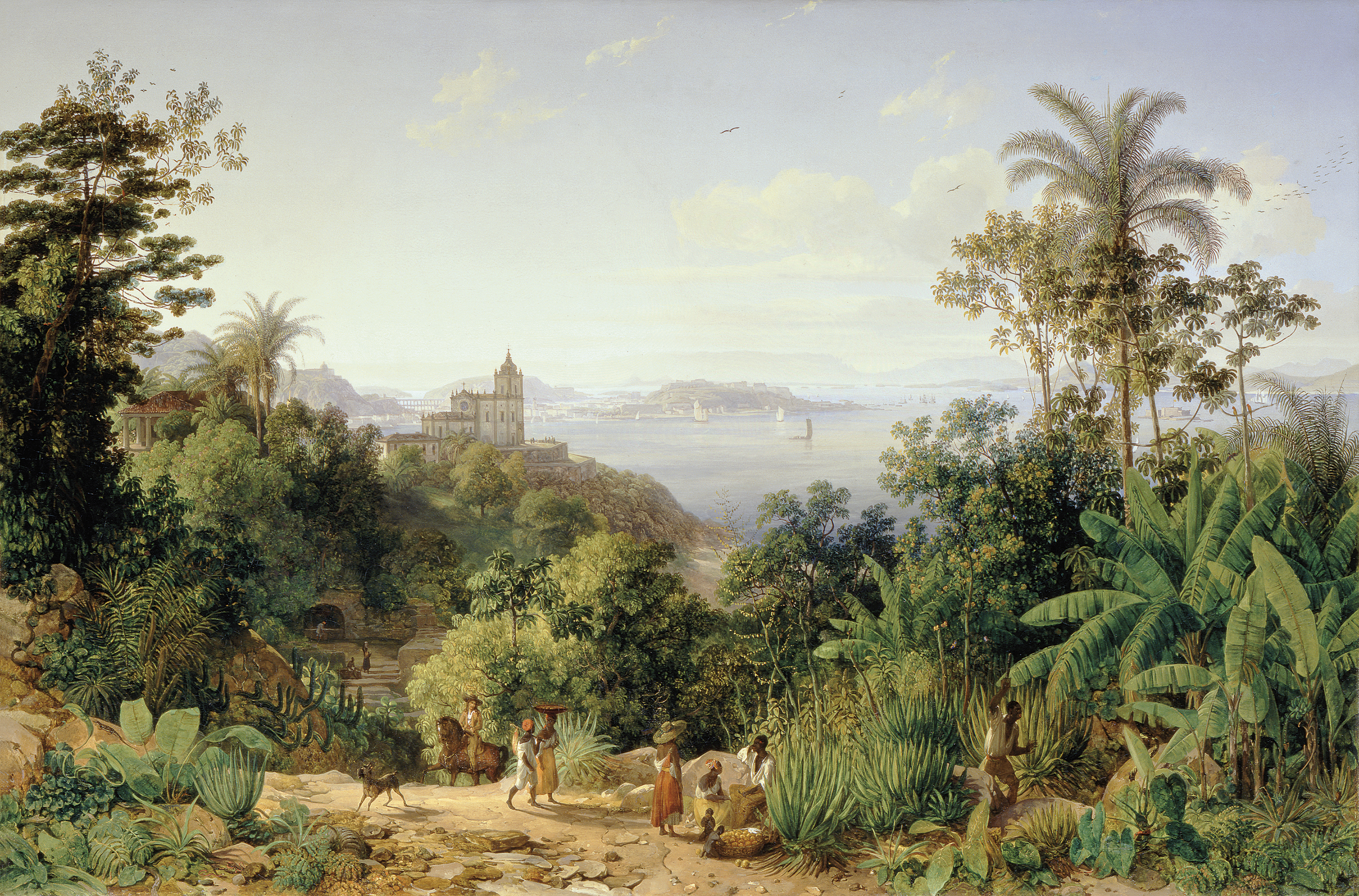
Vue des environs de Rio de Janeiro par Thomas Ender, membre de l'expédition

En 1817, il est membre de l'expédition scientifique autrichienne au Brésil avec Johann Baptist von Spix et plusieurs autres savants. Ils explorent le bassin de l'Amazone durant près de trois ans. À son retour en Europe en 1821, il devient le conservateur du jardin botanique de Munich et en 1826, professeur de botanique. Il conserve ces deux postes jusqu'en 1864.
Il se consacre principalement à la flore du Brésil. Il publie notamment Nova Genera et Species Plantarum Brasiliensium (1823–1832, 3 vol.) et Icones selectae Plantarum Cryptogamicarum Brasiliensium (1827). Il fait également paraître le récit de son voyage en trois volumes de 1823 à 1831, accompagnés d'un volume de planches.
Son ouvrage le plus célèbre est sans doute Historia Palmarum (1823-1850) en trois grands volumes, dans lequel il décrit les palmiers qu'il a découverts au Brésil. En 1840, en collaboration avec d'autres botanistes européens, il commence sa Flora Brasiliensis, qui est en réalité un ensemble de monographies sur des ordres variés. Cette publication est continuée après la mort de Martius par August Wilhelm Eichler (1839-1887) jusqu'en 1887, puis par Ignaz Urban (1848-1931).
Après la mort de Spix en 1826, il publie des travaux sur les collections de zoologie constituées par ce dernier.
Il fait paraître en 1842 ses observations sur une épidémie qui frappe la culture de la pomme de terre.
Il publie également quelques articles sur les Amérindiens du Brésil et particulièrement les Tupis.
Cependant, sa production ne se limite pas à la botanique, et, selon Erwin Theodor Rosenthal (pt) (1926–2016), il est impossible de ne pas consulter ses œuvres lorsqu'il est question de la méthodologie historiographique au XIXe siècle, ou même d'ethnographie, de folklore brésilien et d'étude des langues indigènes. En effet, Von Martius a rédigé en 1845 une monographie Comment doit s'écrire l'histoire du Brésil.

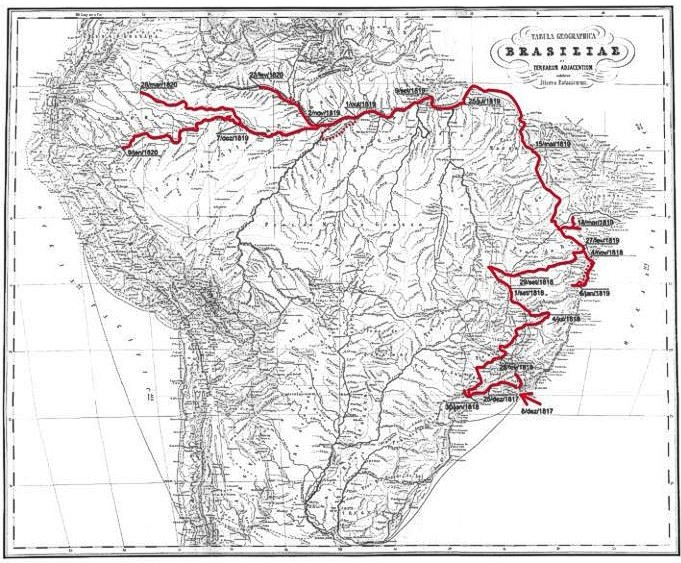
Parcours de Von Martius et Spix au Brésil

En fait, la préoccupation de définir une histoire qui mette en forme un passé national voit le jour avec la naissance du Brésil indépendant. L'Institut historique et géographique brésilien (Instituto Histórico e Geográfico Brasileiro) est créé en 1838. La question de l'histoire nationale est alors reconnue comme cruciale par l'élite dirigeante, pour asseoir les bases de l'État impérial. Le secrétaire de l'institut, Januário da Cunha Barbosa (pt) (1780–1846), propose en 1845 un concours dans lequel il est demandé quel serait le meilleur système pour écrire l'histoire du Brésil. Le gagnant du concours est Von Martius, qui propose une histoire du Brésil à la fois « philosophique » et « pragmatique », axée autour de la formation du peuple brésilien, formation qui se devrait d'inclure le « mélange des races ». La monographie de Von Martius Comment doit s'écrire l'histoire du Brésil (Como se deve escrever a história do Brasil) s'inscrit dans l'idée que l'Histoire doit prendre en compte un passé national, commun à tous les « Brésiliens », qui surgit avec l'apparition politique d'un Brésil indépendant.

## Œuvres (sélection)
- (la) Nova genera et species plantarum brasiliensium, 1823–1832 — En ligne : vol. 1 ; vol. 2 ; vol. 3 ; illustrations
- (avec Johann Baptist von Spix) (de) Reise in Brasilien in den Jahren 1817–1820, 1823–1831 — En ligne : vol. 1, 1854 ; deuxième partie, 1828 ; traduction anglaise, 1824. On a aussi une traduction portugaise : Viagem pelo Brasil, 1981
- (avec Johann Baptist von Spix) (la) Icones plantarum cryptogamicarum, 1827
- (de) Die Kartoffel-Epidemie der letzten Jahre oder die Stockfäule und Räude der Kartoffeln, 1842
- (pt) Como se deve escrever a História do Brasil, 1845 — « Comment doit-on écrire l'histoire du Brésil ? »
- (pt) Systema de materia medica vegetal brasileira, 1854 — « Catalogue et classification de toutes les plantes brésiliennes connues »
- (avec Hugo von Mohl et F. J. A. N. Unger) (la) Historia naturalis palmarum. Genera et species quae in itinere per Brasiliam, annis 1817-1820…, 1823–1853 vol. 2
  - Nouvelle édition 1856–57 Genera et species Palmarum
  - (en + de + fr) The Book of Palms — Das Buch der Palmen — Le livre des palmiers. Réimpression des planches, avec une introduction de H. Walter Lack, Cologne, Taschen Verlag, 2010  (ISBN 978-3-8365-1779-9)
- (la) Flora Brasiliensis